# Начо Монреаль
На́чо Монреа́ль (ісп. Nacho Monreal, нар. 26 лютого 1986, Памплона, Іспанія) — іспанський футболіст, захисник. Виступав за національну збірну Іспанії і лондонський «Арсенал».

## Клубна кар'єра
Вихованець футбольної школи клубу «Осасуна» з рідного міста, грав за його молодіжну команду. Дорослу футбольну кар'єру розпочав 2006 року в основній команді того ж клубу, в якій провів п'ять сезонів, взявши участь у 127 матчах чемпіонату. Більшість часу, проведеного у складі «Осасуни», був основним гравцем захисту команди.
До складу клубу «Малага» приєднався 2011 року. За клуб з Малаги зіграв 45 матчів в національному чемпіонаті, забив 1 м'яч. 
У 2013 році перейшов до лондонського «Арсенала», в якому поступово став ключовою фігурою у захисній ланці команди. Зокрема тричі допомагав «канонірам» здобувати Кубок Англії — у розіграшах 2013–14, 2014–15 та 2016–17.

## Виступи за збірні
Протягом 2007–2009 років залучався до складу молодіжної збірної Іспанії. На молодіжному рівні зіграв у 9 офіційних матчах.
2009 року дебютував в офіційних матчах у складі національної збірної Іспанії. Надалі залучався до лав національної команди нерегулярно. Зокрема, уперше був включений до заявки команди на великий міжнародний турнір, не враховуючи Кубка конфедерацій 2013 року, де провів одну гру, майже через 9 років після першої гри за «червону фурію» — у травні 2018 року потрапив до числа учасників тогорічного чемпіонату світу в Росії.
| Дата       | Місто                | Господарі          | Результат | Гості              | Турнір             | Голи | Примітки |
| ---------- | -------------------- | ------------------ | --------- | ------------------ | ------------------ | ---- | -------- |
| 12-8-2009  | Скоп'є               | Північна Македонія | 2 – 3     | Іспанія            | товариський матч   | -    | 71'      |
| 10-10-2009 | Єреван               | Вірменія           | 1 – 2     | Іспанія            | Відбір до ЧС 2010  | -    |          |
| 11-8-2010  | Мехіко               | Мексика            | 1 – 1     | Іспанія            | товариський матч   | -    |          |
| 7-9-2010   | Буенос-Айрес         | Аргентина          | 4 – 1     | Іспанія            | товариський матч   | -    | 67'      |
| 15-11-2011 | Сан-Хосе             | Коста-Рика         | 2 – 2     | Іспанія            | товариський матч   | -    | 70'      |
| 26-5-2012  | Санкт-Галлен         | Іспанія            | 2 – 0     | Сербія             | товариський матч   | -    | 65'      |
| 30-5-2012  | Берн                 | Іспанія            | 4 – 1     | Південна Корея     | товариський матч   | -    |          |
| 15-8-2012  | Баямон (Пуерто-Рико) | Пуерто-Рико        | 1 – 2     | Іспанія            | товариський матч   | -    | 56'      |
| 7-9-2012   | Понтеведра           | Іспанія            | 5 – 0     | Саудівська Аравія  | товариський матч   | -    |          |
| 6-2-2013   | Доха                 | Іспанія            | 3 – 1     | Уругвай            | товариський матч   | -    | 78'      |
| 26-3-2013  | Сен-Дені             | Франція            | 0 – 1     | Іспанія            | Відбір до ЧС 2014  | -    |          |
| 8-6-2013   | Маямі-Ґарденс        | Іспанія            | 2 – 1     | Гаїті              | товариський матч   | -    |          |
| 20-6-2013  | Ріо-де-Жанейро       | Іспанія            | 10 – 0    | Таїті              | Кубок Конфедерацій | -    |          |
| 10-9-2013  | Женева               | Іспанія            | 2 – 2     | Чилі               | товариський матч   | -    |          |
| 11-10-2013 | Пальма (місто)       | Іспанія            | 2 – 1     | Білорусь           | Відбір до ЧС 2014  | -    | 46'      |
| 19-11-2013 | Йоганнесбург         | ПАР                | 1 – 0     | Іспанія            | товариський матч   | -    |          |
| 9-10-2016  | Шкодер (місто)       | Албанія            | 0 – 2     | Іспанія            | Відбір до ЧС 2018  | -    |          |
| 12-11-2016 | Гранада              | Іспанія            | 4 – 0     | Північна Македонія | Відбір до ЧС 2018  | 1    |          |
| 7-6-2017   | Мурсія               | Іспанія            | 2 – 2     | Колумбія           | товариський матч   | -    | 46'      |
| 5-9-2017   | Вадуц                | Ліхтенштейн        | 0 – 8     | Іспанія            | Відбір до ЧС 2018  | -    |          |
| Усього     |                      | Матчів             | 20        |                    | Голів              | 1    |          |

## Досягнення
- Володар Кубка Англії (3):

«Арсенал» (Лондон): 2013-14, 2014-15, 2016-17
- Володар Суперкубка Англії (3):

«Арсенал» (Лондон): 2014, 2015, 2017
- Володар Кубка Іспанії (1):

«Реал Сосьєдад»: 2019-20